# 라슬로 1세

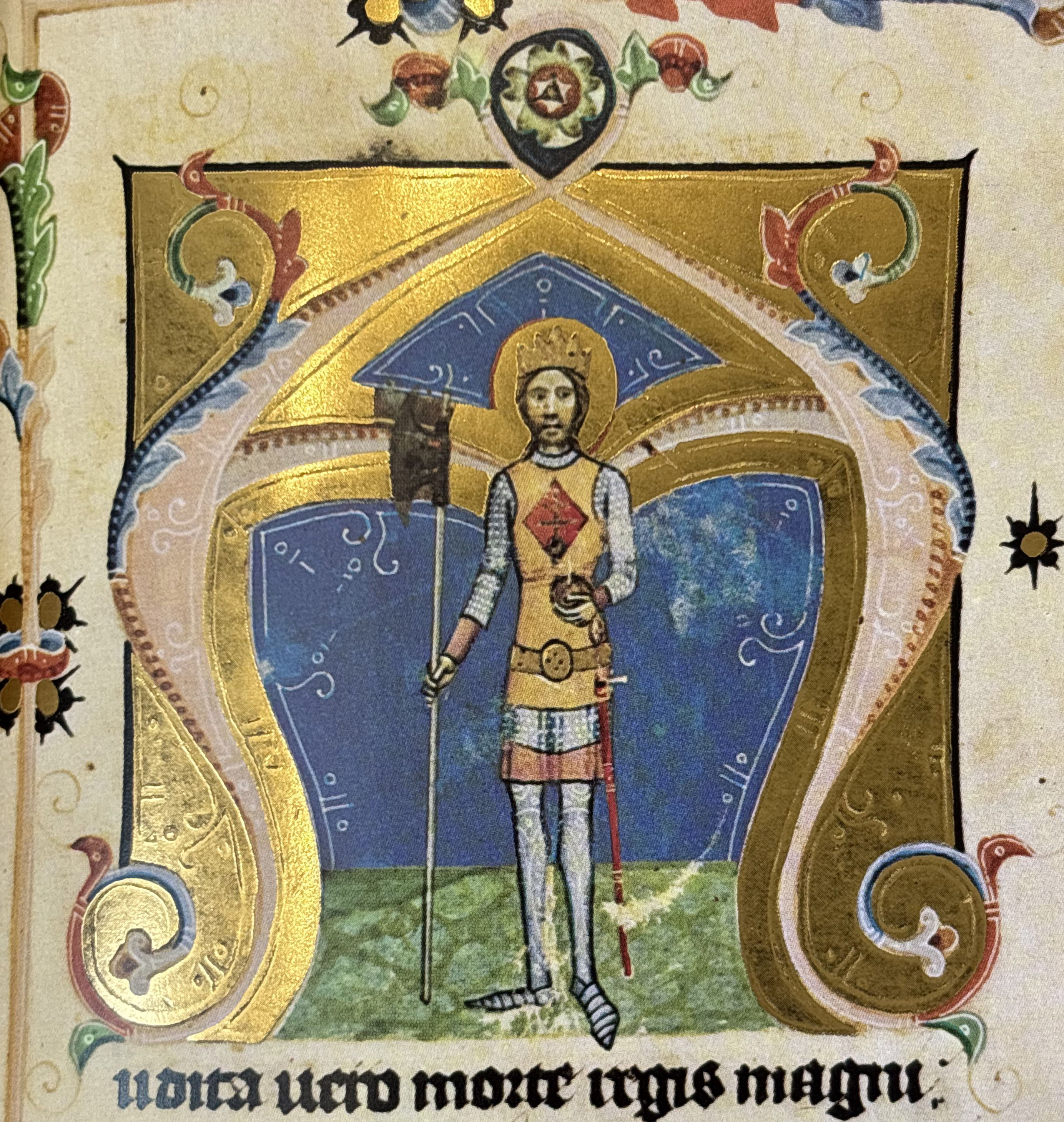
14세기에 출간된 《삽화 연대기》에 묘사된 라슬로 1세

라슬로 1세(헝가리어: I. László, 슬로바키아어: Ladislav I. 라디슬라프 1세, 크로아티아어: Ladislav I. 라디슬라브 1세, 1040년경 ~ 1095년 7월 29일)는 헝가리의 국왕(재위: 1077년 ~ 1095년)이다. 아르파드 왕조 출신이며 성 라슬로(헝가리어: Szent László 센트 라슬로[*])라는 별칭으로 부르기도 한다. 그의 자녀로는 헝가리의 이리니(원래 이름은 피로슈커(Piroska))가 있는데 이리니는 훗날 비잔티움 제국의 요안니스 2세 콤니노스 황제의 황후가 된다.

## 생애
1040년 폴란드에서 벨러 1세와 그의 아내인 리헤자(Richeza, 폴란드의 미에슈코 2세 국왕의 딸)의 아들로 태어났다. 1077년에 사망한 게저 1세의 뒤를 이어 왕위에 올랐다. 왕위에 즉위한 이후에는 옛날부터 헝가리에 전하고 있던 법률을 종합한 《라슬로 1세 법전》을 편찬했다.
1085년에는 헝가리를 침공한 페체네그인, 1091년에는 헝가리를 침공한 쿠만인을 연달아 물리쳤으며 1091년에는 크로아티아를 침공했다. 또한 교황과 신성 로마 제국 황제 사이에서 일어난 서임권 투쟁에서 신성 로마 제국의 하인리히 4세 황제를 지지했다.
1095년 7월 29일 십자군 원정에 나서던 도중에 사망했다. 1192년 6월 27일에는 교황 첼레스티노 3세에 의해 기독교 성인으로 시성되었다.